# Humarata
Der Humarata, auch Cerro Umurata, ist ein 5601 m hoher Vulkan in der Provinz Sajama des Departamento Oruro im Westen von Bolivien. Er befindet sich im Grenzgebiet zwischen Bolivien und Chile. Zusammen mit dem Capurata (6039 m) und dem Acotango (6052 m) bildet er die Quimsachata-Vulkankette. Er ist deren nördlichster Gipfel. Der Zeitpunkt des letzten Ausbruchs ist nicht bekannt.
Die Stratovulkane der Quimsachata-Gruppe – Quimsachata heißt auf Aymara drei Brüder – liegen südlich des Dreiländerecks Peru–Bolivien–Chile auf bolivianischer Seite.